# Mosque Maryam

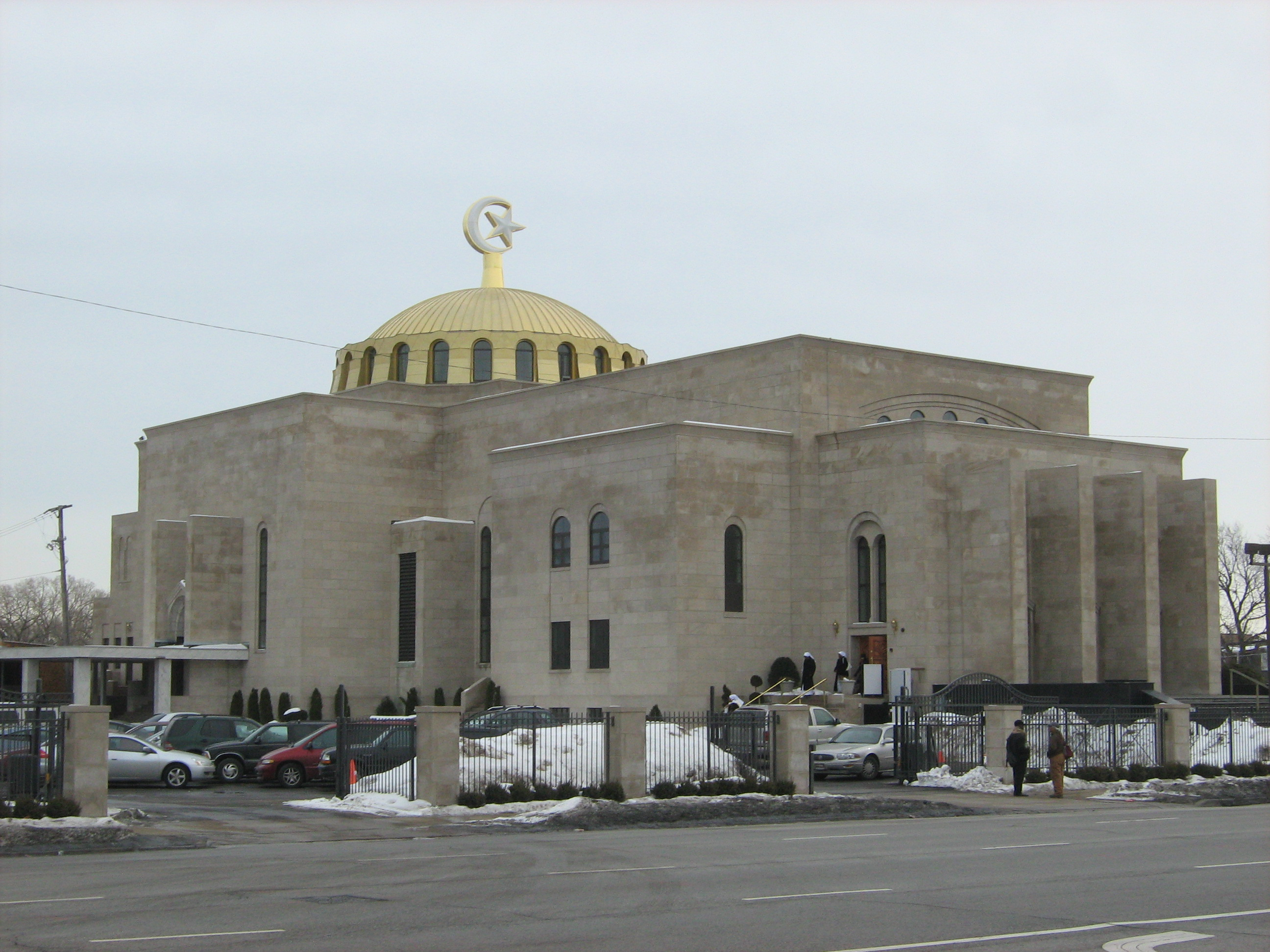
Die Marienmoschee in der South Stony Island Avenue

Die Mosque Maryam (deutsch Marienmoschee, früher Kirche der Hl. Konstantin und Helena) ist eine der größten Moscheen in Chicago. Sie ist die Hauptmoschee der Bewegung Nation of Islam (NOI) und trägt den Namen Marias, der Mutter Jesu.
Das Bauwerk in der 7351 S. Stony Island Avenue war ursprünglich eine griechisch-orthodoxe Kirche (Church of Sts. Constantine and Helena) und wurde 1972 durch den Führer der NOI Elijah Muhammad erworben. Heute dient sie als Residenz von Louis Farrakhan.
Obwohl sie als Moschee gilt, wird das ursprüngliche Kirchengestühl weiter verwendet. Neben der Moschee befindet sich die Muhammad University of Islam.